# 최혜국 대우
최혜국 대우(最惠國待遇)는 통상·항해 조약 등에서 한 나라가 어느 외국에 부여하는 가장 유리한 대우를, 당 조약 상대국에도 부여하는 일을 가리킨다. 그러한 대우를 받는 나라를 최혜국이라 하며, 조약에 들어 있는 그러한 조항을 최혜국 조항이라고 부른다. 최혜국 약관(最惠國約款)이라고도 한다.
제3국에 주어지는 것보다도 불리하지 않은 대우를 말하며, 통상 항해조약을 맺는 목적은 상호무역을 신장하 경제교류를 활발하게 하는 데에 있으므로 일반적으로 상대국에 대해서는 제3국보다 유리한 대우를 하는 것이 보통이다.

## 같이 보기
- 통상협정
- 치외법권
- 내국민대우
- 불평등 조약